# Новорозсошанська волость
Новорозсошанська волость — історична адміністративно-територіальна одиниця Старобільського повіту Харківської губернії із центром у слободі Новий Розсош.
Станом на 1885 рік складалася з 3 поселень, 3 сільських громад. Населення — 6846 осіб (3555 чоловічої статі та 3291 — жіночої), 1007 дворових господарств.
|                     | Площа, десятин | У тому числі орної, дес. |
| ------------------- | -------------- | ------------------------ |
| Сільських громад    | 16587          | 13887                    |
| Приватної власності | 790            | 694                      |
| Казенної власності  | 4312           | 4312                     |
| Іншої власності     | 133            | 133                      |
| Загалом             | 21822          | 19026                    |

Основні поселення волості станом на 1885:
- Новий Розсош — колишня державна слобода за 80 верст від повітового міста, 3935 осіб, 567 дворових господарств, 2 православні церкви, школа, 3 ярмарки на рік.
- Донцівка — колишня державна слобода при річці Кам'янка від повітового міста, 2833 особи, 433 дворових господарства, православна церква, школа.